# The Spudmonsters
The Spudmonsters ist eine US-amerikanische Thrash-Metal-, Hardcore- und Crossover-Band aus Cleveland, Ohio, die im Jahr 1987 gegründet wurde, sich 1998 auflöste und 2011 wieder zusammenfand.

## Geschichte
Die Band wurde im Jahr 1989 gegründet und bestand aus Sänger Don Foose, den Gitarristen Scott Roberts und Chris Andrews, Bassist Steve Swanson und Schlagzeuger Eric Matthews. Zusammen entwickelten die Mitglieder die ersten Lieder und erschienen erstmals auf der Kompilation Metal Massacre XI von Metal Blade Records im Jahr 1991. Die Band erreichte einen Vertrag mit dem deutschen Label Massacre Records. Im Jahr 1993 erschien ihr Debütalbum Stop the Madness und gingen danach zusammen mit Biohazard auf Tour durch Europa. Etwa zur selben Zeit konvertierte Don Foose zum Hare Krishna, wodurch die Musik der Band oft fälschlicherweise als Krishna Core bezeichnet wurde. Es folgten weitere Touren mit Bands wie M.O.D., Life of Agony und Pro-Pain. Im Jahr 1995 folgte das zweite Album No Guarantees, nachdem Gitarrist Chris Andrews die Band verlassen hatte und durch Eric Klinger (Pro-Pain) ersetzt wurde. Nachdem im Jahr 1996 mit Moment of Truth ein weiteres Album erschienen war, wurde der Vertrag mit Massacre Records aufgelöst. Im Jahr 1997 folgte eine weitere Europatournee mit Pro-Pain. Im April 1998 verließ Foose die Band, um die Gruppe Run Devil Run zu gründen, wodurch die Band vorerst aufgelöst wurde. In den Folgejahren gründeten die Mitglieder andere Bands oder traten anderen Bands bei. Die Band trat hin und wieder auf, meldete sich aber erst im Jahr 2011 mit ihrem Album Stand Up for What You Believe komplett zurück.

## Stil
Die Band machte in ihrer Anfangszeit nur Lieder mit humoristischem Inhalt, während spätere Alben ernster wurden. Die Lieder sind technisch solide gespielt, ähneln sich jedoch teilweise sehr stark, da auch oft kaum Variationen in Tempo und Spielweise vorkommen.

## Diskografie
- Joe Gizmo and the Spudmonsters (Demo, 1988, Eigenveröffentlichung)
- The Spudmonsters (Demo, 1988, Eigenveröffentlichung)
- Leon Bibb Naked (Demo, 1990, Eigenveröffentlichung)
- Destroy Your Idols (Single, 1991, Smog Veil Records)
- Erba Shoots Smack (Single, 1991, Smog Veil Records)
- Stop the Madness (Album, 1993, Massacre Records)
- No Guarantees (Album, 1995, Massacre Records)
- Moment of Truth (Album, 1996, Massacre Records)
- Stand Up for What You Believe (Album, 2011, Fast Break Records)